# Stade de Franceville
Het Stade de Franceville is een voetbalstadion in de stad Franceville in Gabon. Het stadion biedt plaats aan 35.000 toeschouwers en werd in januari 2012 geopend. Het stadion werd gebruikt tijdens het Afrikaans kampioenschap in 2012.
In het heden is dit stadion de thuisbasis van de voetbalclub Nguen'Asuku FC.

## Afrika Cup 2017
Het stadion wordt gebruikt voor de Afrika Cup van 2017. In dit stadion werden 5 van de 6 wedstrijden uit poule B worden gespeeld en daarnaast ook nog enkele wedstrijden in de knock-outfase.
| № | Datum           | Wedstrijd                    | Uitslag       | Afrika Cup   |
| - | --------------- | ---------------------------- | ------------- | ------------ |
| 1 | 15 januari 2017 | Algerije – Zimbabwe          | 2 – 2         | Groep B      |
| 2 | 15 januari 2017 | Tunesië – Senegal            | 0 – 2         | Groep B      |
| 3 | 19 januari 2017 | Algerije – Tunesië           | 1 – 2         | Groep B      |
| 4 | 19 januari 2017 | Senegal – Zimbabwe           | 2 – 0         | Groep B      |
| 5 | 22 januari 2017 | Guinee-Bissau – Burkina Faso | 0 – 2         | Groep A      |
| 6 | 23 januari 2017 | Zimbabwe – Tunesië           | 2 – 4         | Groep B      |
| 7 | 28 januari 2017 | Senegal – Kameroen           | 0 – 0 (p 4–5) | Kwartfinale  |
| 8 | 2 februari 2017 | Kameroen – Egypte            | 2 – 0         | Halve finale |

Stade d'Oyem (Oyem) · Stade de Franceville (Franceville) · Stade d'Angondjé (Libreville) · Stade de Port-Gentil (Port-Gentil)